# Андрес Егін
Андрес Егін (ест. Andres Ehin; *13 березня 1940, Таллінн — †10 грудня 2011) — естонський поет, письменник, літературний перекладач.